# Out of the Pit
Out of the Pit è l'album di debutto del gruppo heavy metal canadese Kobra and the Lotus. L'album è stato prodotto con un'etichetta indipendente poiché la band non aveva ancora un contratto con nessuna casa discografica.

## Tracce
1. It's Yours – 4:45
2. Focfom – 4:26
3. Cynical Wasteland – 5:04
4. Teaspoon of Metal – 3:35
5. Ballad of Jane Doe – 5:39
6. The Hooker – 2:56
7. Snake Pit – 5:29
8. Ride Like Sugar – 3:20
9. Ace of Spades (cover del brano dei Motörhead) – 3:40
10. Legend – 7:43

## Formazione
- Brittany Paige - voce
- Chris Swenson - chitarra
- Matt Van Wezel - chitarra
- Ben Freud - basso
- Griffin Kissack - batteria